# 沥滘
沥滘（广州话拼音：lek6 gaau3），又名“沥漖”，位于中华人民共和国广东省广州市海珠区南洲街道中部，旧时为广东番禺县茭塘司沥滘堡下属的一个村庄，面积为3600万平方米。沥滘在唐朝时开村。现在，沥滘境内的大姓有卫、罗，卫氏中举做官的人很多，有“五百年祖德，十三代书香”之称。沥滘南部便是珠江后航道，可以看到番禺区的沙滘岛；北边是西滘、后滘；东边与小洲村相望；西邻石溪村。旧时为番禺县的水乡重镇，种植水稻、马蹄、甘蔗、荔枝、龙眼、黄皮等；“沥滘香米”在本地极为出名。这里也是粮食、片糖集散的墟市。
沥滘村历史悠久，现存的历史建筑，由明朝一直到民国时期都有。1949年之前，沥滘村有近20间寺庙，现时只有北帝庙、天后宫及土地庙；村内曾经有三十几座祠堂（卫氏、罗氏都有），现时只有卫氏十二座，其中卫氏大宗祠被列入省级文物保护单位。村内亦曾经有古桥、护村墙、更楼；另有1930年广州市土地局设立的广州市界碑，被列入市级文物保护单位（现存放于沥滘码头公园内）。

## 村名
“沥”字在广州话中有三个音，分别是“laap6”、“lek6”、“lik6”，如果是地名就多数读“lek6”，沥滘的“沥”就是读“lek6”。
广州话“沥”是“珠江下游河流汊道”的意思；“滘”就是分支河道。屈大均《广东新语》说：“凡水皆曰海，所见无非是海也......谓水通舟筏者曰江。不通舟筏者曰水。二水相通处曰滘。”也就是说“沥”、“滘”泛指一般意义上的河网水道。清乾隆十八年（1755年）的《重修南庙碑记》：“沥滘环乡皆水......”；《嘉庆丁丑年重修南庙碑记》就说，临武的浈水，西粤的漓水，经山脉向东流，由会城注入化成沥江。这里地处中枢，粤省的江河水，都在这里汇聚，构成了众多河网，所以就叫沥滘。现存的官方文献最先提起“沥滘”的是在明朝嘉靖年间出版的《广州志》。《广州志》讲的是明朝番禺县茭塘司下的沥滘堡，包括了沥滘、沙溪、五凤等邻近乡村的大区域；而提起沥滘村的现存早期史料，是明朝嘉靖九年（1530年）的《建筑荣恩祠碑记》同万历抄本的《卫氏族谱》。而官方史料，就有清朝同治版的《番禺县志》：“又东流，中有沥滘村，分流沥滘村南北......”。

## 开村
沥滘在唐朝时开村。根据明朝后期卫吕仲在《卫氏族谱》中的说法，宋朝之前，沥滘有谭、严、曾、白等诸多姓氏。宋朝有白解元、严进士，后世传到明朝只有三四十人，都是农民；保留了谭屋基、曾巷口、白社等一系列地名。另外，沥滘村境内早期也有梁、蔡两姓。
南宋建炎年间，卫氏宁远公带着三个儿子由广东南雄迁至番禺县，不久后又迁至东莞茶山，三子卫弘在茶山卫屋安家，四子卫衍也在附近的塘边村开基。惟有二子卫达，见番禺沥滘风水好，就在敦德里水基龙眼树脚处安家，成为了沥滘卫氏开基祖。元末明初，罗氏从善公由江西泰和迁至番禺县，定居沥滘。罗氏选择了离沥滘水道较远的村庄东北边聚居，附籍沥滘，叫“昼锦里”，也叫“罗地”。二世广成公生落祖闰、宗闰、积闰、德闰同福闰五个儿子，分别系罗氏仁、义、礼、智、信五大房始祖，后来罗地形成了五房并列的架构。罗氏住正五约，前面是昼锦里，后面就是和乐里。曹氏住南安坊，世代维修海船。

## 发展
南宋末年，卫氏第五世分出卫惟寅家族代表的“大夫房”及卫伯英家族代表的“御史房”。两房人在沥滘大涌划界：“大夫房”的范围是水基坊、迎祥坊、一约、二约、三约、四约；“御史房”的范围是中区坊、西街坊、东街坊、环秀坊、五约。明朝中叶，村逐渐形成两家望族，也就是卫氏与罗氏。卫氏住在村南，图甲户籍登记在沥滘水六图各甲各户，他们建祠堂、修族谱，团结宗族势力；罗氏宗族住东北边，图甲户籍登记在沥滘水四十一图六甲、七甲、八甲与十甲各户。两族人还开发了附近的洛溪、大沙、上滘、下滘与后滘的沙田，扩大宗族势力范围。
两大宗族之间有相互竞争、针对，也有合作。传说罗氏荣恩祠前面出头两条涌交汇回旋而成的水氹，卫氏掘针涌堵住了氹，搞横了罗氏宗族的风水；罗氏人丁有限，藉住两族通婚稳定宗族势力。大涌上高有条渡婿桥，属于罗地和卫氏三约。卫氏宗族空间布局形成了中心是沥滘大涌间开的两大房祠、随着两房愈分愈细转变成由支祠引导的梳式结构，又再联宗合族，将各房支祠在卫氏大宗祠统一的多层级结构、等级化的过程。而在罗地，罗氏五房轮管的族规形成了以罗氏大宗祠为首、建筑肌理顺应河涌、扇形展开的梳式布局。
咸丰六年（1856年），英国军舰攻打广州沥滘，看到卫氏大宗祠，还以为是广州府衙门，于是一炮打过去就把墙给穿了个孔。民国十五年（1926年），广州市政厅决定拓展广州市界，南便去到沥滘，沥滘正式划入广州市范围。1930年，广州市土地局与番禺、南海两县派人手设立市界碑，其中一碑就在沥滘水道侧边，现时为广州市文物保护单位。抗日战争时期，卫金允十兄弟继原伪乡长卫伦秋打理沥滘政务，他们把持着大权，索性做尽村霸，横行霸道，村民称他们为“十老虎”。 卫金允周时带煲仔入村，镇压沥滘侧近二十四乡及禺南东北地区人民的抗日运动。1944年，卫国尧同抗日武装部队趁卫金允十兄弟扫墓，将他们拷走。
1951年，中华人民共和国开始发展工业，拆除敦睦祠，改作为耐火材料厂。1978年之后，城市工业飞速发展，建立广沥单车零件厂、珠江镀锌钢管厂、沥滘拉丝厂及沥滘电镀厂；同时期，外地人迁入沥滘村，再加上村民拆屋起楼，沥滘逐渐变“城中村”；河涌陆续填埋，有的变成了断头涌。2009年，珠江地产拆除了水基坊附近的房屋，并拆掉当时列入海珠区文物保护控制范围的明朝祠堂“玉溪卫公祠”。

## 现况
2010年代的沥滘村面积450万平方米，户籍人口为1.3万人，常住人口与流动人口多于7万，是现时广州城区最大的“城中村”。21世纪初，沥滘村有关方面就曾宣布要拆迁，它也是广州最早宣布实行旧改的村庄，但一直都没有下文。2011年，珠光集团在沥滘签约，花28.3亿元人民币改造沥滘。2011年10月，广州市三旧办批复的《沥滘村“城中村”改造方案》称，除了卫氏大宗祠之外，其他祠堂“保护性迁建”，也就是原封不动，平移位置。同年12月，四间卫氏房分祠堂列入海珠区登记文物保护单位，也就是原封不动。
2013年9月5日，《新快报》在报道中提到“十六间沥滘旧民居建筑作为历史建筑候选”。第二日，沥滘经济联社与开发商邀请了十九户居民去联社开会，珠光集团的人送钱给村民，叫村民签名反对将自己的房屋列入历史建筑，有十二户村民据说因为怕自己的房屋没有拆迁补偿而被迫签名，但有人是怕被拉去查而不情愿地签名。9月9日，沥滘经济联社将十二户村民签名的信一式多份交了给市长、市委副书记及海珠区政府。9月下旬，广州市规划局回复称，沥滘村改造将会保护历史建筑，村民也会有安置补偿。截至2017年8月，已有71.4%的村民同意沥滘村改造。
2018年3月2日，沥滘村有史以來第一次举办飘色巡游，邀请了番禺区沙湾飄色队前来表演。

## 地铁车站
- 广州地铁3号线、广佛线：沥滘站